# Jöjj velem
A Jöjj velem (eredeti cím: Come Away) 2020-ban bemutatott brit-amerikai fantasy-drámafilm Brenda Chapman rendezésében, David Oyelowo, Anna Chancellor, Angelina Jolie, Michael Caine, Clarke Peters, Gugu Mbatha-Raw, David Gyasi és Derek Jacobi főszereplésével. A film egyfajta tisztelgés a Pán Péter és az Alice kalandjai Csodaországban történetek előtt.
A film világpremierje 2020. január 24-én volt a Sundance Filmfesztiválon, az Amerikai Egyesült Államokban 2020. november 13-án mutatta be a Relativity Media, az Egyesült Királyságban pedig 2020. december 18-án a Signature Entertainment. A 2016-os Lángelmék óta ez a Relativity első mozikba kerülő filmje négy év után.

## Cselekmény
Peter és Alice fiatal testvérpár, egy családi tragédia miatt egyre inkább eltávolodnak szüleiktől. El kell dönteniük, hogy a biztonságos otthonukat vagy a képzeletük által nyújtott kalandokat választják-e – utóbbi varázslatos utazásukon keresztül megteremti Pán Péter és Alice Csodaországban legendáját.

## Szereplők
- Angelina Jolie – Rose Littleton
- David Oyelowo – Jack Littleton
- Keira Chansa – Alice Littleton
  - Gugu Mbatha-Raw – felnőtt Alice
- Jordan Nash – Peter Littleton
- Anna Chancellor – Eleanor Morrow
- Clarke Peters – Kalapos
- Michael Caine – Charlie
- Gyasi Dávid – James kapitány
- Derek Jacobi – Mr. Brown
- Jenny Galloway – Hannah O'Farral
- Reece Yates – David Littleton
- Ned Dennehy – Smee
- Daniel Swain – Mr. Darling
- Ava Fillery – Wendy Darling
- Jonathan Garcia – John Darling
- Carter Thomas – Michael Darling
- Harry Newman – Iker 1
- Oliver Newman – Iker 2.
- Rishi Kuppa – Fogpiszkáló
- Jack Veal – Fürtös
- Alfie Hoang – Slightly

## A film készítése
A projektet 2016 májusában jelentették be, és az Egyiptom hercege és a Merida, a bátor társrendezőjét, Brenda Chapmant szerződtették a rendezésre.
2018 májusában Angelina Jolie és David Oyelowo kapta meg Alice és Peter szüleinek szerepét, mindkét színész produceri szerepet is vállalt. 2018 augusztusában Anna Chancellor, Clarke Peters, Gugu Mbatha-Raw, Michael Caine, David Gyasi, Derek Jacobi és Jenny Galloway csatlakozott a szereplőkhöz. A további finanszírozást az Ace Pictures, a Creasun Entertainment USA és a Tin Res Entertainment biztosította; az executive producerek David Haring, Minglu Ma, George Acogny, Timur Bekbosunov, Johnny Chang, Peter Wong, Emma Lee, Gia Muresan, Simon Fawcett és Steve Barnett.

## Bemutató
Világpremierje a Sundance Filmfesztiválon volt 2020. január 24-én. 2020 októberében a Relativity Media megszerezte a film amerikai forgalmazási jogait, és 2020. november 13-án mutatták be. A forgatás 2018 augusztusában kezdődött a Londoni Shad Thames-ben, valamint a Windsor Great Parkban a déli erdőben és a Johnson's mocsár körül. 2018 októberében a produkció átköltözött Los Angeles-be, mielőtt még abban a hónapban befejeződött volna.

## Bevétel
A film a nyitóhétvégén 108 000 dolláros bevételt hozott 475 moziban.

## Fordítás
- Ez a szócikk részben vagy egészben  a   Come Away című angol Wikipédia-szócikk fordításán alapul.  Az eredeti cikk szerkesztőit annak laptörténete sorolja fel. Ez a jelzés csupán a megfogalmazás eredetét és a szerzői jogokat jelzi, nem szolgál a cikkben szereplő információk forrásmegjelöléseként.